# Franz Muri
Franz Muri (slowenisch: Franc; * 2. Dezember 1846 in Oberseeland/Zgornje Jezersko, Bezirk Völkermarkt (heute Slowenien); † 31. Juli 1926 ebenda) war ein österreichischer Gastwirt und Politiker slowenischer Sprache.

## Leben
Muri war der Sohn des Landwirts Peter Muri (1817–1886) und dessen Ehefrau Maria geb. Skubar (1817–1895). Er war römisch-katholisch und heiratete am 7. Januar 1872 Maria Stuller (* 5. Dezember 1850; † 24. April 1879). Aus der Ehe ging ein Sohn und eine Tochter hervor.
Muri besuchte die Volksschule und 1861/62 die erste Klasse des Gymnasiums in Klagenfurt. Er lebte als Gastwirt in Seeland, wo er von 1873 bis 1909 auch Bürgermeister war. 1911 wurde er Mitglied des Landeskulturrats für das Herzogtum Kärnten.
Vom 22. September 1884 bis zum 8. September 1902 war er Abgeordneter im Kärntner Landtag für den Wahlkreis LGM 2 Völkermarkt. Im Landtag war er in der
- VI. Wahlperiode von 1884 bis 1890 Mitglied des Bau- und des Verifikationsausschusses
- VII. Wahlperiode von 1890 bis 1896 Mitglied des volkswirtschaftlichen sowie des Revisions- und Verifikationsausschusses
- VIII. Wahlperiode von 1897 bis 1902 Mitglied des land- und volkswirtschaftlichen, des Revisions-, des Wahlreform- und des Versicherungsausschusses

Er gehörte dem Klub Slowenisch-Klerikale an. 1891 kandidierte er ohne Erfolg im Landgemeinden-Wahlkreis Klagenfurt–Völkermarkt für den Reichsrat.

## Auszeichnungen
- 1879 Silbernes Verdienstkreuz mit der Krone
- 1908 Goldenes Verdienstkreuz
- 1895 Ehrenbürger der Gemeinde Mieger/Medgorje